# Amadeo I của Tây Ban Nha
Amadeo I (tiếng Ý: Amedeo, đôi khi được Latinh hóa thành Amadeus; tên đầy đủ: Amedeo Ferdinando Maria di Savoia; 30 tháng 5 năm 1845 – 18 tháng 1 năm 1890) là một vương tử người Ý trị vì với tư cách là Vua Tây Ban Nha từ năm 1870 đến năm 1873. Vị vua đầu tiên và duy nhất của Tây Ban Nha xuất thân từ Vương tộc Savoia, ông là con trai thứ hai của Victor Emmanuel II của Ý và em trai của Vua Umberto I. Ông được biết đến trong phần lớn cuộc đời của mình với tư cách là Công tước xứ Aosta, tước hiệu thông thường dành cho con trai thứ hai của nhà cai trị triều đại Savoy.
Ông được Cortes Generales bầu làm vua của Tây Ban Nha vào năm 1870, sau khi Nữ vương Isabel II bị phế truất, và tuyên thệ nhậm chức vào năm 1871. Triều đại của Amadeo đầy rẫy sự phát triển của chủ nghĩa cộng hòa, các cuộc nổi dậy của Carlist ở phía Bắc và phong trào độc lập của Cuba. Sau 3 năm đầy biến động trên ngai vàng, ông thoái vị và trở về Vương quốc Ý vào năm 1873, và kết quả là Đệ nhất Cộng hòa Tây Ban Nha được tuyên bố ra đời.
Ông đã thành lập chi nhánh Aosta thuộc Hoàng gia Savoy của Ý, tuy xếp thấp hơn dòng dõi phụ hệ của chi nhánh có nguồn gốc từ Vua Umberto I trị vì ở Ý, nhưng xếp cao hơn chi nhánh của các Công tước xứ Genova.

## Cuộc sống đầu đời

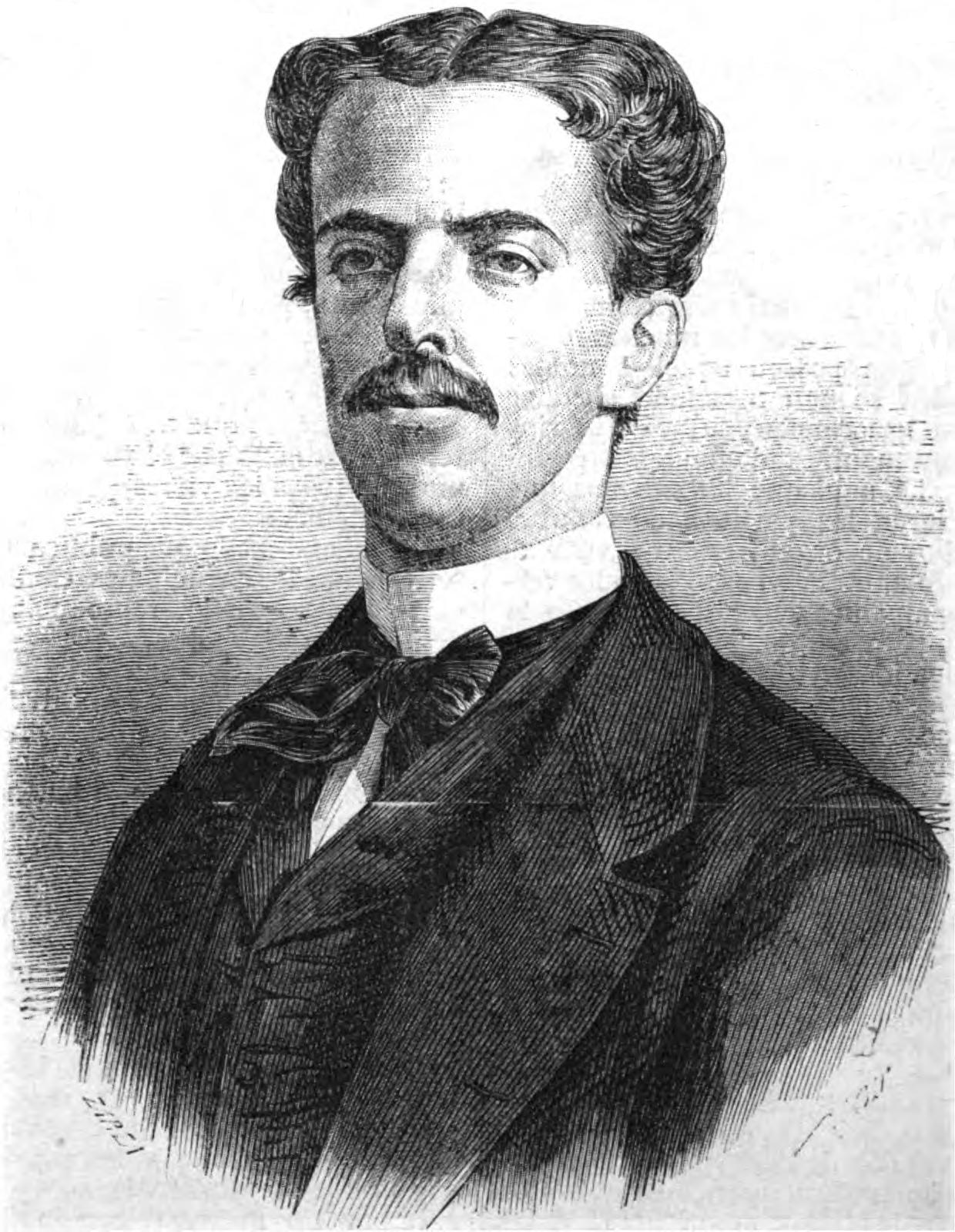
Công tước xứ Aosta năm 1870.

Vương tử Amedeo của Savoy sinh ra ở Torino, khi đó là một phần của Vương quốc Sardegna, lúc này cha ông chưa thống nhất Bán đảo Ý. Ông là con thứ ba và con trai thứ hai của Vua Victor Emmanuel II, người sau này trở thành vị Vua đầu tiên của nước Ý thống nhất, và mẹ ông là Nữ đại vương công Adelheid Franziska của Áo. Ông được phong tước hiệu Công tước xứ Aosta cha truyền con nối từ khi sinh ra.
Gia nhập Quân đội Hoàng gia Sardegna với tư cách là đại uý vào năm 1859, ông đã chiến đấu trong Chiến tranh giành độc lập lần thứ ba của Ý vào năm 1866 với cấp bậc thiếu tướng. Amadeo đã lãnh đạo lữ đoàn của mình hành động trong Trận Custoza (1866) và bị thương tại Monte Croce. Năm 1868, sau khi kết hôn, ông được phong làm phó đô đốc Hải quân Hoàng gia Ý, nhưng chức vụ này kết thúc khi ông lên ngôi vua Tây Ban Nha.

## Cuộc hôn nhân đầu tiên

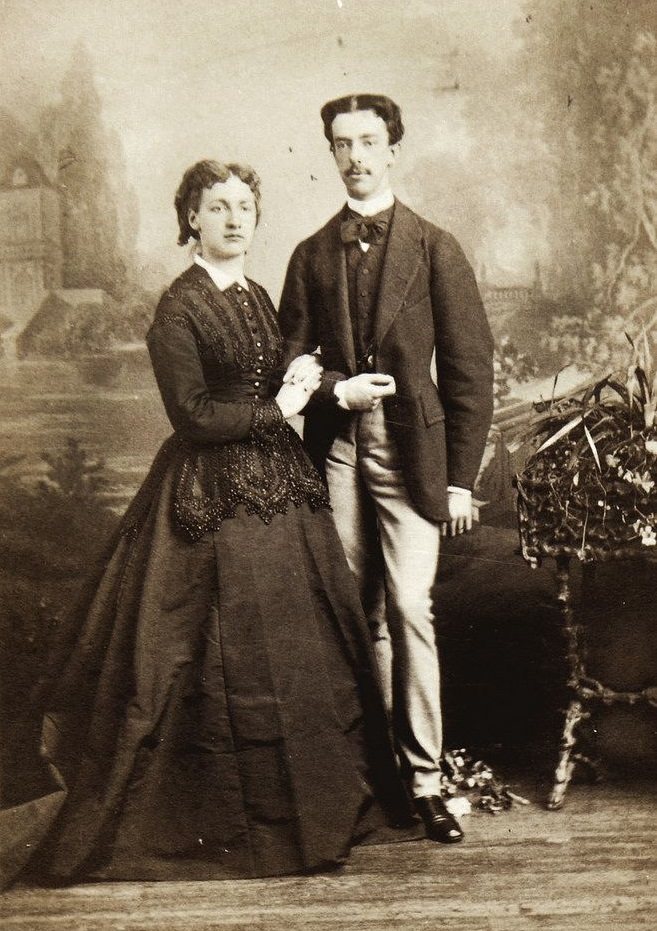
Công tước xứ Aosta với người vợ đầu tiên, Maria Vittoria dal Pozzo.

Năm 1867, cha ông chiều theo lời yêu cầu của Phó nghị sĩ Francesco Cassins, vào ngày 30 tháng 5 năm đó, Amedeo kết hôn với Donna Maria Vittoria dal Pozzo. Ban đầu, Nhà vua phản đối cuộc hôn nhân với lý do gia đình cô có đẳng cấp thấp hơn so với hoàng gia Savoy và ông hy vọng con trai mình sẽ kết hôn với một vương nữ Đức. Tuy có tước hiệu cao quý, nhưng Donna Maria Vittoria không thuộc dòng dõi hoàng gia mà thuộc về giới quý tộc Piedmont. Tuy nhiên, cô là người thừa kế duy nhất khối tài sản khổng lồ của cha mình, mà các Công tước Aosta sau này được thừa hưởng, và do đó có được sự giàu có không phụ thuộc vào hoàng gia Ý và các khoản trợ cấp từ các vị vua của Ý. Ngày cưới của Vương tử Amedeo và Donna Maria Vittoria đã bị hủy hoại bởi cái chết của một trưởng ga, người đã bị nghiền nát dưới bánh xe của chuyến tàu đưa họ đi hưởng tuần trăng mật.
Vào tháng 3 năm 1870, Maria Vittoria đã thỉnh cầu Nhà vua khiển trách chồng vì hành vi không chung thủy trong hôn nhân khiến bà bị tổn thương và xấu hổ. Tuy nhiên, nhà vua viết thư trả lời rằng ông hiểu cảm xúc của bà, nhưng ông cho rằng bà không có quyền sai khiến hành vi của chồng mình, và sự ghen tuông của bà là không nên.

## Vua Tây Ban Nha

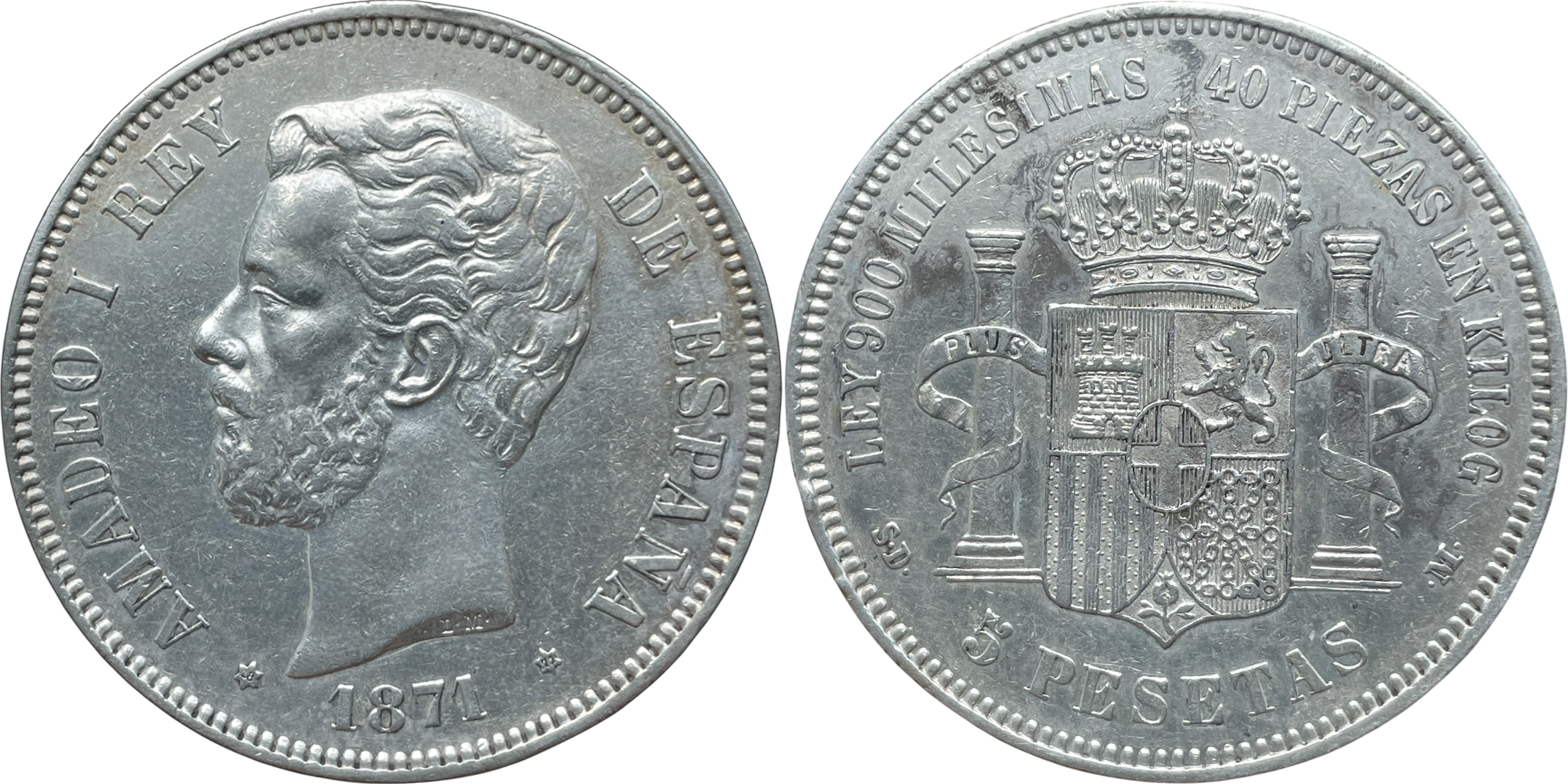
Xu bạc 5 pesetas Tây Ban Nha, với chân dung của Amadeo I ở mặt trước - 1871

Sau khi Cách mạng Vinh quang phế truất Isabel II của Tây Ban Nha, Cortes mới quyết định khôi phục chế độ quân chủ dưới một triều đại mới. Công tước xứ Aosta theo dòng cha, là hậu duệ của Vua Felipe II của Tây Ban Nha thông qua con gái của ông là Infanta Catalina Micaela của Tây Ban Nha và con trai của bà là Tommaso Francesco, Thân vương xứ Carignano, và theo dòng mẹ, là hậu duệ của Carlos III của Tây Ban Nha thông qua con gái ông là Infanta María Luisa của Tây Ban Nha. Vương tử Amadel, Công tước xứ Aosta được bầu làm vua Tây Ban Nha với vương hiệu là Amadeo I vào ngày 16 tháng 11 năm 1870 và thề tuân thủ Hiến pháp ở Madrid vào ngày 2 tháng 1 năm 1871.
Việc bầu chọn vị vua mới trùng hợp với vụ ám sát tướng Juan Prim, người ủng hộ chính của ông. Amadeo sau đó phải đối phó với những tình huống khó khăn, với nền chính trị bất ổn của Tây Ban Nha, các âm mưu của phe cộng hòa, các cuộc nổi dậy của Carlist, chủ nghĩa ly khai ở Cuba, tranh chấp giữa các đảng phái, các chính phủ xụp đổ và các âm mưu ám sát.
Amadeo chỉ có thể tin tưởng vào sự ủng hộ của Đảng Cấp tiến, những người mà các nhà lãnh đạo của họ đã đánh đổi chính phủ bằng đa số nghị viện và gian lận bầu cử. Những người cấp tiến bị chia rẽ thành những người theo chủ nghĩa quân chủ và những người theo chủ nghĩa hợp hiến, điều này làm trầm trọng thêm tình trạng bất ổn của đất nước, và vào năm 1872, xung đột giữa các đảng bùng nổ dữ dội lên đến đỉnh điểm. Có một cuộc nổi dậy của Carlist ở các vùng Basque và Catalan, và các cuộc nổi dậy của phe cộng hòa sau đó đã xảy ra ở các thành phố trên khắp đất nước. Quân đoàn pháo binh đình công, và chính phủ yêu cầu đức vua Amadeo kỷ luật họ.
Mặc dù đã được cảnh báo về một âm mưu ảnh hưởng đến tính mạng của mình vào ngày 18 tháng 8 năm 1872, nhưng ông vẫn từ chối đề phòng. Trong khi trở về từ Công viên Buen Retiro đến Madrid cùng với vương hậu, nhà vua đã bị bắn liên tục ở Vía Avenal. Cỗ xe hoàng gia bị trúng nhiều viên đạn súng lục và súng trường. Những con ngựa bị thương, nhưng những người ngồi trên nó không bị thương. Một khoảng thời gian yên bình sau sự kiện đó.
Với khả năng trị vì mà không có sự ủng hộ của dân chúng, Amadeo đã ban hành lệnh chống lại quân đoàn pháo binh và sau đó ngay lập tức thoái vị khỏi ngai vàng Tây Ban Nha vào ngày 11 tháng 2 năm 1873. Vào lúc 10 giờ đêm cùng ngày, Tây Ban Nha được tuyên bố là một nước cộng hòa, và Amadeo xuất hiện trước Cortes và tuyên bố người dân Tây Ban Nha là không thể cai trị được.

## Cuối đời

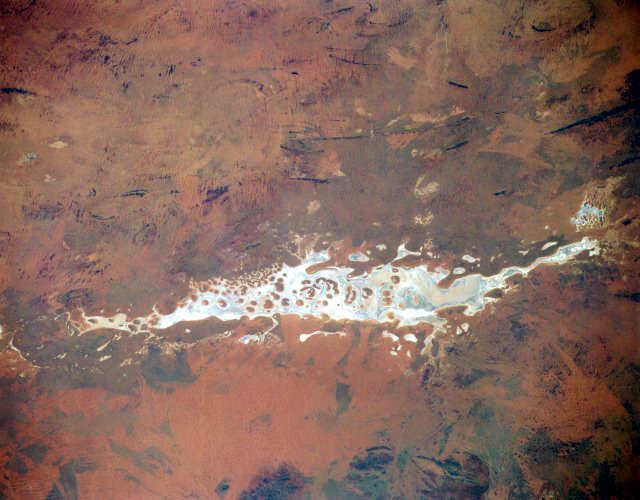
Hồ Amadeus ở Lãnh thổ Bắc Úc của Úc được đặt tên để vinh danh Amadeo.

Amadel hoàn toàn chán ghét nên ông đã rời Tây Ban Nha và trở về Ý, nơi ông tiếp tục tước hiệu Công tước xứ Aosta. Đệ nhất Cộng hòa Tây Ban Nha kéo dài chưa đầy 2 năm, và vào tháng 11 năm 1874, Alfonso XII, con trai của Nữ vương Isabel II, được tuyên bố tiếp nhận ngai vàng, với Antonio Cánovas del Castillo, thủ tướng không liên tục của Tây Ban Nha từ năm 1873 cho đến khi ông bị ám sát vào năm 1897, giữ chức vụ nhiếp chính trong một thời gian ngắn.
Người vợ đầu tiên của Amadeo qua đời năm 1876. Năm 1888, ông kết hôn với cháu gái người Pháp của mình, Thân vương nữ Maria Letizia Bonaparte (20 tháng 11 năm 1866 – 25 tháng 10 năm 1926), con gái của chị gái ông là Maria Clotilde và Thân vương Napoléon Bonaparte, cháu trai của Hoàng đế Napoléon I. Họ có một người con, Bá tước Umberto(1889–1918), chết vì cúm Tây Ban Nha trong Thế chiến thứ nhất.
Amadeo ở lại Turin, Ý cho đến khi ông qua đời vào ngày 18 tháng 1 năm 1890. Người bạn của ông là Puccini đã sáng tác bài bi ca nổi tiếng cho tứ tấu đàn dây Crisantemi để tưởng nhớ ông.

## Di sản
Đô thị Amadeo, thuộc tỉnh Cavite, Philippines, từng là thuộc địa Tây Ban Nha, được đặt tên theo Amadeo I khi nó được thành lập vào ngày 15 tháng 7 năm 1872, dưới triều đại của ông.
Một hồ muối lớn, Hồ Amadeus, và Lưu vực Amadeus sau đó được đặt tên, nơi nó nằm ở miền trung Australia, cũng được đặt theo tên của Amadeo I bởi nhà thám hiểm Ernest Giles, người châu Âu đầu tiên tìm thấy hồ vào năm 1872.

## Hậu duệ
Ông có 3 người con với Maria Vittoria dal Pozzo:
1. Emanuele Filiberto, Công tước Aosta (13 tháng 1 năm 1869 – 4 tháng 7 năm 1931) Thống chế Ý kết hôn với Hélène của Orléans và có hậu duệ, bao gồm Thân vương tử Aimone từng được chỉ định tiếp nhận ngai vàng của Nhà nước Độc lập Croatia với vương hiệu Tomislav II.
2. Vittorio Emanuele, Bá tước xứ Turin (24 tháng 11 năm 1870 – 10 tháng 10 năm 1946) chết khi chưa lập gia đình.
3. Luigi Amedeo, Công tước xứ Abruzzi (29 tháng 1 năm 1873 – 18 tháng 3 năm 1933) Phó Đô đốc tại Hải quân Hoàng gia Ý chết khi chưa lập gia đình.

Ông có 1 người con với Maria Letizia Bonaparte:
1. Umberto, Bá tước xứ Salemi (22 tháng 6 năm 1889 – 19 tháng 10 năm 1918), chết vì bệnh cúm Tây Ban Nha trong Thế chiến thứ nhất.

## Danh hiệu và huy hiệu

### Quốc gia
- Ý:
  - Hiệp sĩ Lệnh tối cao của Huân chương Truyền tin, 27 tháng 9 năm 1862[5]
  - Thập tự lớn của Huân chương Thánh Maurice và Lazarus, 27 tháng 9 năm 1862[5]
  - Thập tự lớn Huân chương Vương miện Ý, 27 tháng 9 năm 1862[5]
  - Huy chương Quân công Vàng, 5 tháng 12 năm 1866[6]
- Tây Ban Nha: Thập tự lớn Huân chương Carlos III, với cổ áo, 28 tháng 11 năm 1866[7]

### Nước ngoài
- Áo-Hung: Thập tự lớn Huân chương Hoàng gia Hungary Thánh Stephen, 1875[8]
- Bỉ: Thập tự lớn của Huân chương Leopold (dân sự), 5 tháng 9 năm 1863[9]
- Đan Mạch: Hiệp sĩ Huân chương Voi, 19 tháng 8 năm 1863[10]
- Đế quốc Nhật Bản: Dây lớn của Huân chương Hoa cúc, 11 tháng 9 năm 1882[11]
- Monaco: Thập tự lớn của Huân chương Thánh Charles, 27 tháng 4 năm 1875[12]
- Vương quốc Phổ:[13]
  - Hiệp sĩ Huân chương Đại bàng đen, 13 tháng 3 năm 1867
  - Thập tự giá Tự lệnh Hoàng gia của Huân chương Nhà Hohenzollern, 10 tháng 3 năm 1881
- Đế quốc Nga: Hiệp sĩ Huân chương Thánh Anrê Tông đồ được gọi đầu tiên, 1879[14]
- Liên minh giữa Thụy Điển và Na Uy:
  - Hiệp sĩ Hoàng gia Huân chương Seraphim, 2 tháng 8 năm 1863[15]
  - Thập tự lớn của Huân chương Thánh Olav của Hoàng gia Na Uy, 28 tháng 12 năm 1872[16]

### Arms
| Huy hiệu Công tước xứ Aosta (1845-1890) | Huy hiệu vua Tây Ban Nha (1871-1873) |

## Tổ tiên
| \| \| \| \| \| \| \| \| \| \| \| 8. Carlo Emmanuel, Thân vương xứ Carignano \| \| \| \| \| \| \| \| \| \| \| \| \| \| \| \| \| \| \| \| \| \| \| \| \| \| \| \| \| \| \| \| \| \| \| \| \| \| \| \| \| \| \| \| \| \| \| \| \| \| \| 4. Carlo Alberto I của Sardegna \| \| \| \| \| \| \| \| \| \| \| \| \| \| \| \| \| \| \| \| \| \| \| \| \| \| \| \| \| \| \| \| \| \| \| \| \| \| \| \| \| \| \| \| \| \| \| \| \| \| \| \| \| \| \| \| \| \| \| \| 9. Công nữ Maria Christina xứ Sachsen \| \| \| \| \| \| \| \| \| \| \| \| \| \| \| \| \| \| \| \| \| \| \| \| \| \| \| \| \| \| \| \| \| \| \| \| \| \| \| \| \| \| \| \| \| \| \| \| \| \| \| \| \| \| \| \| \| \| \| \| 2. Vittorio Emanuele II của Ý \| \| \| \| \| \| \| \| \| \| \| \| \| \| \| \| \| \| \| \| \| \| \| \| \| \| \| \| \| \| \| \| \| \| \| \| \| \| \| \| \| \| \| \| \| \| \| \| \| \| \| \| \| \| \| \| \| \| \| \| 10. Ferdinando III xứ Toscana \| \| \| \| \| \| \| \| \| \| \| \| \| \| \| \| \| \| \| \| \| \| \| \| \| \| \| \| \| \| \| \| \| \| \| \| \| \| \| \| \| \| \| \| \| \| \| \| \| \| \| \| \| \| \| \| \| \| \| \| 5. Nữ đại công tước Maria Theresa của Áo \| \| \| \| \| \| \| \| \| \| \| \| \| \| \| \| \| \| \| \| \| \| \| \| \| \| \| \| \| \| \| \| \| \| \| \| \| \| \| \| \| \| \| \| \| \| \| \| \| \| \| \| \| \| \| \| \| \| \| \| 11. Luisa của Napoli và Sicilia \| \| \| \| \| \| \| \| \| \| \| \| \| \| \| \| \| \| \| \| \| \| \| \| \| \| \| \| \| \| \| \| \| \| \| \| \| \| \| \| \| \| \| \| \| \| \| \| \| \| \| \| \| \| \| \| \| \| \| \| 1. Amadeo I of Spain \| \| \| \| \| \| \| \| \| \| \| \| \| \| \| \| \| \| \| \| \| \| \| \| \| \| \| \| \| \| \| \| \| \| \| \| \| \| \| \| \| \| \| \| \| \| \| \| \| \| \| \| \| \| \| \| \| \| \| \| 12. Leopold II của Thánh chế La Mã \| \| \| \| \| \| \| \| \| \| \| \| \| \| \| \| \| \| \| \| \| \| \| \| \| \| \| \| \| \| \| \| \| \| \| \| \| \| \| \| \| \| \| \| \| \| \| \| \| \| \| \| \| \| \| \| \| \| \| \| 6. Đại công tước Rainer của Áo \| \| \| \| \| \| \| \| \| \| \| \| \| \| \| \| \| \| \| \| \| \| \| \| \| \| \| \| \| \| \| \| \| \| \| \| \| \| \| \| \| \| \| \| \| \| \| \| \| \| \| \| \| \| \| \| \| \| \| \| 13. María Luisa của Tây Ban Nha \| \| \| \| \| \| \| \| \| \| \| \| \| \| \| \| \| \| \| \| \| \| \| \| \| \| \| \| \| \| \| \| \| \| \| \| \| \| \| \| \| \| \| \| \| \| \| \| \| \| \| \| \| \| \| \| \| \| \| \| 3. Adelheid Franziska của Áo \| \| \| \| \| \| \| \| \| \| \| \| \| \| \| \| \| \| \| \| \| \| \| \| \| \| \| \| \| \| \| \| \| \| \| \| \| \| \| \| \| \| \| \| \| \| \| \| \| \| \| \| \| \| \| \| \| \| \| \| 14. Carlo Emmanuel, Thân vương xứ Carignano (= 8) \| \| \| \| \| \| \| \| \| \| \| \| \| \| \| \| \| \| \| \| \| \| \| \| \| \| \| \| \| \| \| \| \| \| \| \| \| \| \| \| \| \| \| \| \| \| \| \| \| \| \| \| \| \| \| \| \| \| \| \| 7. Elisabeth của Savoia \| \| \| \| \| \| \| \| \| \| \| \| \| \| \| \| \| \| \| \| \| \| \| \| \| \| \| \| \| \| \| \| \| \| \| \| \| \| \| \| \| \| \| \| \| \| \| \| \| \| \| \| \| \| \| \| \| \| \| \| 15. Công nữ Maria Christina xứ Sachsen (= 9) \| \| \| \| \| \| \| \| \| \| \| \| \| \| \| \| \| \| \| \| \| \| \| \| \| \| \| \| \| \| \| \| \| \| \| \| \| \| \| \| \| \| \| |                                                   |  |  |  |  |  |  |  |  |                                            |  |  |  |
| |                                                   |  |  |  |  |  |  |  |  | 8. Carlo Emmanuel, Thân vương xứ Carignano |  |  |  |
| |                                                   |  |  |  |  |  |  |  |  |                                            |  |  |  |
| |                                                   |  |  |  |  |  |  |  |  |                                            |  |  |  |
| |                                                   |  |  |  |  |  |  |  |  |                                            |  |  |  |
| | 4. Carlo Alberto I của Sardegna                   |  |  |  |  |  |  |  |  |                                            |  |  |  |
| |                                                   |  |  |  |  |  |  |  |  |                                            |  |  |  |
| |                                                   |  |  |  |  |  |  |  |  |                                            |  |  |  |
| |                                                   |  |  |  |  |  |  |  |  |                                            |  |  |  |
| | 9. Công nữ Maria Christina xứ Sachsen             |  |  |  |  |  |  |  |  |                                            |  |  |  |
| |                                                   |  |  |  |  |  |  |  |  |                                            |  |  |  |
| |                                                   |  |  |  |  |  |  |  |  |                                            |  |  |  |
| |                                                   |  |  |  |  |  |  |  |  |                                            |  |  |  |
| | 2. Vittorio Emanuele II của Ý                     |  |  |  |  |  |  |  |  |                                            |  |  |  |
| |                                                   |  |  |  |  |  |  |  |  |                                            |  |  |  |
| |                                                   |  |  |  |  |  |  |  |  |                                            |  |  |  |
| |                                                   |  |  |  |  |  |  |  |  |                                            |  |  |  |
| | 10. Ferdinando III xứ Toscana                     |  |  |  |  |  |  |  |  |                                            |  |  |  |
| |                                                   |  |  |  |  |  |  |  |  |                                            |  |  |  |
| |                                                   |  |  |  |  |  |  |  |  |                                            |  |  |  |
| |                                                   |  |  |  |  |  |  |  |  |                                            |  |  |  |
| | 5. Nữ đại công tước Maria Theresa của Áo          |  |  |  |  |  |  |  |  |                                            |  |  |  |
| |                                                   |  |  |  |  |  |  |  |  |                                            |  |  |  |
| |                                                   |  |  |  |  |  |  |  |  |                                            |  |  |  |
| |                                                   |  |  |  |  |  |  |  |  |                                            |  |  |  |
| | 11. Luisa của Napoli và Sicilia                   |  |  |  |  |  |  |  |  |                                            |  |  |  |
| |                                                   |  |  |  |  |  |  |  |  |                                            |  |  |  |
| |                                                   |  |  |  |  |  |  |  |  |                                            |  |  |  |
| |                                                   |  |  |  |  |  |  |  |  |                                            |  |  |  |
| | 1. Amadeo I of Spain                              |  |  |  |  |  |  |  |  |                                            |  |  |  |
| |                                                   |  |  |  |  |  |  |  |  |                                            |  |  |  |
| |                                                   |  |  |  |  |  |  |  |  |                                            |  |  |  |
| |                                                   |  |  |  |  |  |  |  |  |                                            |  |  |  |
| | 12. Leopold II của Thánh chế La Mã                |  |  |  |  |  |  |  |  |                                            |  |  |  |
| |                                                   |  |  |  |  |  |  |  |  |                                            |  |  |  |
| |                                                   |  |  |  |  |  |  |  |  |                                            |  |  |  |
| |                                                   |  |  |  |  |  |  |  |  |                                            |  |  |  |
| | 6. Đại công tước Rainer của Áo                    |  |  |  |  |  |  |  |  |                                            |  |  |  |
| |                                                   |  |  |  |  |  |  |  |  |                                            |  |  |  |
| |                                                   |  |  |  |  |  |  |  |  |                                            |  |  |  |
| |                                                   |  |  |  |  |  |  |  |  |                                            |  |  |  |
| | 13. María Luisa của Tây Ban Nha                   |  |  |  |  |  |  |  |  |                                            |  |  |  |
| |                                                   |  |  |  |  |  |  |  |  |                                            |  |  |  |
| |                                                   |  |  |  |  |  |  |  |  |                                            |  |  |  |
| |                                                   |  |  |  |  |  |  |  |  |                                            |  |  |  |
| | 3. Adelheid Franziska của Áo                      |  |  |  |  |  |  |  |  |                                            |  |  |  |
| |                                                   |  |  |  |  |  |  |  |  |                                            |  |  |  |
| |                                                   |  |  |  |  |  |  |  |  |                                            |  |  |  |
| |                                                   |  |  |  |  |  |  |  |  |                                            |  |  |  |
| | 14. Carlo Emmanuel, Thân vương xứ Carignano (= 8) |  |  |  |  |  |  |  |  |                                            |  |  |  |
| |                                                   |  |  |  |  |  |  |  |  |                                            |  |  |  |
| |                                                   |  |  |  |  |  |  |  |  |                                            |  |  |  |
| |                                                   |  |  |  |  |  |  |  |  |                                            |  |  |  |
| | 7. Elisabeth của Savoia                           |  |  |  |  |  |  |  |  |                                            |  |  |  |
| |                                                   |  |  |  |  |  |  |  |  |                                            |  |  |  |
| |                                                   |  |  |  |  |  |  |  |  |                                            |  |  |  |
| |                                                   |  |  |  |  |  |  |  |  |                                            |  |  |  |
| | 15. Công nữ Maria Christina xứ Sachsen (= 9)      |  |  |  |  |  |  |  |  |                                            |  |  |  |
| |                                                   |  |  |  |  |  |  |  |  |                                            |  |  |  |
| |                                                   |  |  |  |  |  |  |  |  |                                            |  |  |  |